# كنيس مئير طويق

كنيس مئير طويق: أصبح مركز لتسجيل يهود العراق الراغبين بالهجرة عام 1951م

 كنيس مئير طويق أو مير تويگ (بالانكليزية:Mier Taweig Synagogue)، كنيس يهودي يقع بمنطقة البتاوين في الجانب الشرقي لنهر دجلة من بغداد.
```
وكان هذا الكنيس أحد مراكز تسجيل العراقيين من الطائفة اليهودية الراغبين بالهجرة إلى إسرائيل، وقد دفعوا هؤلاء للهجرة باسرع وقت من خلال 
تفجيرات بغداد 1950-1951
  بواسطة القنابل،  كما ارسلت إسرائيل قتلة محترفين لأرهاب اليهود، للعمل مع منظمة (تنوعة)، وقد خدعوا وتلاعبوا بمشاعر 107 آلاف يهودي واجبروهم على ترك موطنهم الذي عاشوا فيه وهم جزء من نسيجه الاجتماعي منذ 2700 عام.
[
1
]
[
2
]
[
3
]
[
4
]
 ونتيجة للضغوط الخارجية والداخلية اضطرت الحكومة العراقية إلى إصدار قانون إسقاط الجنسية والسماح 
ليهود
 العراق بالهجرة إلى 
إسرائيل
 عن طريق 
قبرص
، وذلك سنة 1950م، وقيل إنها صفقة تأجير طائرات نقل، عقدها 
نوري السعيد
 وابنه صباح وغيرهم من الشركاء الذين تقاسموا ارباحها، سميت صفقة نقل يهود العراق
[
5
]
 أغلق هذا الكنيس سنة 2003م، وكان عماد لاوي آخر 
حاخام
 أدار هذا المعبد.
[
6
]
[
7
]
```